# Stadion Drużba w Dobriczu
Stadion Drużba – wielofunkcyjny stadion w Dobriczu, w Bułgarii. Został otwarty 25 września 1960 roku. Może pomieścić 18 000 widzów (z czego 12 500 miejsc jest siedzących). Swoje spotkania na stadionie rozgrywają piłkarze klubu Dobrudża Dobricz. Obiekt był jedną z aren piłkarskich Mistrzostw Europy kobiet U-17 w 2019 roku. Rozegrano na nim cztery spotkania fazy grupowej oraz jeden mecz półfinałowy tego turnieju.